# Petulanos
Genre
Petulanos est un genre de poissons d'eau douce de la famille des Anostomidae.

## Répartition
Les espèces du genre Petulanos se rencontrent en Amérique du Sud.

## Liste des espèces
Selon World Register of Marine Species (5 mars 2024) :
- Petulanos intermedius (Winterbottom, 1980)
- Petulanos plicatus (Eigenmann, 1912)
- Petulanos spiloclistron (Winterbottom, 1974)

## Classification
Le nom valide complet (avec auteur) de ce taxon est Petulanos Sidlauskas (d) & Vari (d), 2008,.
Ces espèces étaient précédemment classées dans le genre Anostomus.

## Publication originale
- (en) Brian L. Sidlauskas et Richard P. Vari, « Phylogenetic relationships within the South American fish family Anostomidae (Teleostei, Ostariophysi, Characiformes) », Zoological Journal of the Linnean Society, Linnean Society of London et OUP, vol. 154, no 1,‎ septembre 2008, p. 70-210 (ISSN 1096-3642 et 0024-4082, OCLC 01799617, DOI 10.1111/J.1096-3642.2008.00407.X, lire en ligne).